# Вішур (Малопургинський район)
Вішу́р (рос. Вишур, удм. Вишур) — присілок в Малопургинському районі Удмуртії, Росія.
Урбаноніми:
- вулиці — Базисна, Починок, Річкова, Трактова

## Населення
Населення — 46 осіб (2010; 46 в 2002).
Національний склад станом на 2002 рік:
- удмурти — 100 %